# Charles Scrivener
Charles Robert Scrivener (* 2. November 1855 in Windsor, New South Wales; † 26. September 1923 in Killara (heute ein Vorort von Sydney)) war ein australischer Geodät (Vermesser). Er vermaß zahlreiche Gebiete in New South Wales. Seine Ergebnisse dienten als Grundlage für die Bestimmung des Standortes der neu zu errichtenden Hauptstadt Canberra und der Lage des Australian Capital Territory.
Er wurde 1876 vom Grundstücksministerium des Staates New South Wales angestellt und von 1877 bis 1879 zum Geodäten ausgebildet. 1880 bestand er die Lizenzprüfung mit dem bestmöglichen Ergebnis. Seine Arbeit trug maßgeblich dazu bei, das hügelige Hinterland von New South Wales zu erschließen. 1904 wurde er beauftragt, den Standort für eine neue Hauptstadt zu ermitteln. Aufgrund seiner Empfehlungen und detaillierten topografischen Karten fiel die Wahl des Parlaments auf die Gegend um Dalgety am Snowy River. New South Wales akzeptierte diesen Beschluss jedoch nicht und drohte, den Australischen Bund zu verlassen, da dieser Standort zu nahe bei Melbourne lag.
Nach weiteren langwierigen Verhandlungen entschied sich das Parlament im Oktober 1908 schließlich für das Dreieck Canberra-Yass-Lake George. Scrivener wurde beauftragt, vier mögliche Standorte in diesem Gebiet zu vermessen. Er empfahl die Einzugsgebiete des Cotter River, des Molonglo River und des Queanbeyan River. New South Wales trat daraufhin am 1. Januar 1910 das Hauptstadtterritorium ab. Scriveners Kartenmaterial wurde rund um die Welt an die Teilnehmer des Canberra-Städtebauwettbewerbs verschickt.
1910 wurde Scrivener zum ersten Direktor des australischen Landvermessungs-Bundesamtes ernannt. 1915 ging er in Pension und starb acht Jahre später. Der Scrivener-Damm, der den Lake Burley Griffin im Stadtzentrum von Canberra staut, ist nach ihm benannt.